# محمد البخيت
محمد سامي البخيت (من مواليد 22 فبراير 1987) لاعب المنتخب الأردني لرياضة التايكواندو في وزن ما دون 54 كيلوغرام.
يعتبر البخيت من أبرز وجوه الرياضة الأردنية الصاعدة. استهل مشواره العالمي بالحصول على ميدالية ذهبية في بطولة العالم للناشئين بالعاصمة اليونانية أثينا عام 2002 في وزن 45 كيلوجراما. كما استطاع تحقيق الميدالية البرونزية لوزن تحت 54 كغم في بطولة كاس العالم لفرق التايكواندو 2006 التي أقيمت في العاصمة التايلاندية بانكوك.
تمكن من حصد أول ذهبية للأردن في تاريخ مشاركاته في بطولة الألعاب الأسيوية عندما أحرز ذهبية وزن ما دون 54 كغم في دورة الألعاب الآسيوية 2006 بعد فوزه على اللاعب التايلاندي فاسافات سومسوان.

## روابط خارجية
- محمد البخيت على موقع TaekwondoData.com (الإنجليزية)